# Andreas Kalcker
Andreas Ludwig Kalcker es un antiguo productor musical alemán sin formación científica que se dedica a la promoción y venta del dióxido de cloro bajo el nombre de CDS (por sus siglas en inglés chlorine dioxide solution, solución de dióxido de cloro). El CDS es un compuesto tóxico sin propiedades terapéuticas cuyo consumo puede producir dolor abdominal, náuseas, vómito, diarrea, intoxicación o fallas renales entre otras complicaciones. Kalcker ha presentado falsamente el producto como una cura definitiva contra el cáncer, el sida, el autismo, la hepatitis, la diabetes, la artritis y una multitud de otras enfermedades, además de como el antioxidante perfecto. A causa de esto Kalcker ha sido investigado, denunciado y arrestado por  diversas autoridades.

## Biografía
Andreas Kalcker nació en Alemania pero ha vivido en varios países. Mientras residía en Suiza, publicó 2 libros, y comenzó a promover el dióxido de cloro luego de que, según afirma, lo probó en sí mismo para curar su artritis. Al menos uno de los libros publicados por Kalcker, "Salud prohibida" fue retirado de la venta por Amazon en medio de la controversia provocada cuando se hizo público que en el libro se proponía la supuesta "cura" del autismo en niños mediante al uso de dióxido de cloro. Antes de radicarse en Suiza vivió en España por varios años.
Kalcker afirma no haber pertenecido a la ahora desaparecida iglesia "Genesis 2", fundada por Jim Humble con el propósito de distribuir el dióxido de cloro bajo el nombre de "MMS" (por sus siglas en inglés Mineral Miracle Solution)  escudándose en las leyes de libertad religiosa de Estados Unidos. No obstante, Kalcker se ha referido a Humble como "Maestro", existen fotografías de ellos juntos, y un periódico de Cantabria, España, presentó documentación que muestra que Humble habría nombrado a Kalcker como arzobispo de la iglesia en 2013 tras más de dos años de relación durante los cuales Kalcker estaba autorizado a manejar fondos de la misma obtenidos de la venta de MMS.

### Educación
Andreas Kalcker se presenta como licenciado en economía y como PhD en biofísica en salud alternativa. Sin embargo, el supuesto PhD en "Filosofía en medicina alternativa y biofísica natural" está emitido por una organización sin reconocimiento oficial, la "Open university of advanced sciences" registrada como corporación en Miami, Estados Unidos, pero con "sede" en Barcelona, que vende dichos diplomas por aproximadamente €1,500 y no tiene ni campus ni instalaciones.

## Opiniones
Las afirmaciones conspiracionistas de Kalcker no se limitan al CDS o a los temas de salud: también ha hecho otras declaraciones públicas sin fundamento, incluyendo que los antiguos egipcios no construyeron las pirámides, que se puede obtener energía gratis o que existen pruebas de relaciones entre humanos y seres extraterrestres.
Kalcker ha realizado múltiples afirmaciones falsas y sin fundamento acerca de los supuestos efectos del CDS (nombre bajo el que promociona el dióxido de cloro). Estas incluyen:
- Afirmar sin fundamento que el CDS "es capaz de oxigenar y recuperar los glóbulos rojos en cuestión de segundos."[14]
- Declarar falsamente que el CDS (dióxido de cloro) es la "cura definitiva" para la COVID-19.[19]
- Kalcker sostiene que el CDS ha logrado “recuperar a más de 235 niños con autismo”. Sin embargo, no hay información que verifique esta afirmación ni posible mecanismo de acción.[3]
- Afirma que el CDS "es un potente efecto desinfectante que destruye todas las bacterias y patógenos, protege las células y refuerza el sistema inmunitario", para lo cual no hay ninguna clase de evidencia científica.[20]

## Desinformación sobre la COVID-19
En el contexto de la pandemia de COVID-19 Andreas Kalcker ha realizado múltiples declaraciones sin fundamento o demostrablemente falsas, las cuales incluyen:
- Declarar falsamente que el CDS (dióxido de cloro) es la "cura definitiva" para la COVID-19.[19]
- Kalcker ha propuesto que es posible "revertir" las vacunas contra la COVID-19 utilizando dióxido de cloro, lo cual es falso.[21]
- Afirmar falsamente que las vacunas contra la COVID-19 contienen óxido de grafeno.[21]
- En videos difundidos por Telegram y Whatsapp se puede ver a Kalcker asegurar que la señal de las antenas telefónicas de quinta generación o 5G hacen que colapse el sistema inmunológico de las personas enfermas.[18]

## Conflictos legales
El 24 de octubre de 2012 Kalcker fue detenido en Ibiza por agentes del Equipo contra la Delincuencia Organizada y Antidroga de la Guardia Civil por vender CDS durante un acto publicitario. La razón de la detención fue que la venta de este producto como terapia médica está prohibida en España y hacerlo viola las leyes de protección de salud pública españolas.
En 2018 el Colegio Oficial de Médicos de Alicante (COMA) hizo un llamado para boicotear un evento organizado por Kalcker para promover la Solución Mineral Milagro, alertando de la peligrosidad del consumo de la sustancia y denunciando que el MMS “no es más que lejía industrial diluida al 28% y mezclada con ácido cítrico”, cuya ingesta puede producir efectos adversos, siendo una sustancia prohibida en España para el consumo humano y que su presunto poder curativo no era más que un mensaje fraudulento. El acto fue cancelado por el hotel, ubicado en la playa de San Juan donde estaba planeado realizarlo. Después de que Kalcker denunciara a la presidenta del COMA por alertar sobre el evento, María Isabel Moya, la Audiencia Provincial de Alicante ratificó en 2021 que no hubo infracción penal por sus declaraciones, considerando que "la presidenta actuó en el ejercicio de sus competencias y en su deber de proteger la salud de la ciudadanía en general".
En 2019 Amazon retiró de la venta el libro "Salud prohibida" de Kalcker que proponía el uso de dióxido de cloro como cura para el autismo en niños. Una práctica peligrosa para la salud y sin ninguna clase de evidencia. La eliminación del catálogo de Amazon de este y otros libros que fomentaban el uso del dióxido de cloro como falsa cura para el autismo siguió a la publicación de un reportaje de NBC News sobre padres mal informados que suscribían a esta práctica.
Andreas Kalcker fundó en Berlín una supuesta ONG (organización no gubernamental) llamada Earth Help Project la cual, si bien era presentada como entidad de ayuda en temas de energía alternativa, agua potable y salud en el Tercer Mundo, tenía en realidad como principal fin promocionar y vender el SMM (otro nombre para el CDS). La organización parece ya no existir.
En 2019 la Fiscalía General del Estado de España inició una investigación en la que se atribuía a Kalcker por delito contra la salud pública, teniendo como origen una denuncia presentada en octubre de 2018 por el Ministerio de Sanidad Español que alertaba de la "publicación y venta" a través de Internet del clorito de sodio (compuesto que una vez ingerido libera dióxido de cloro).
En julio de 2020 la Comisión de Salud del Congreso de Perú revocó la invitación que había realizado a Andreas Kalcker para una sesión virtual junto con otros miembros de su organización "Comusav", ninguno de los cuales contaba con credenciales científicas. Al revocarse la invitación el titular de dicha comisión informó que la aprobación inicial no contaba con su revisión y que las afirmaciones hechas por Kalcker no tenían respaldo científico alguno. Después de la cancelación Kalcker acusó a los medios de comunicación peruanos de haber realizado una campaña de desinformación en su contra, y contra el CDS, pero no presentó ninguna clase de evidencia para respaldar sus declaraciones.
En 2021 un abogado argentino presentó una demanda contra Andreas Kalcker tras el fallecimiento de un niño de cinco años en la Provincia de Neuquén que ingirió dióxido de cloro, el compuesto promocionado por Kalcker como cura contra la COVID-19 y otras enfermedades. El abogado presentó la denuncia ante el Ministerio Público Fiscal de Argentina por la comisión de delitos contra la salud pública, argumentando que el denunciado de manera "completamente dolosa e ilegal se encuentran vendiendo la sustancia señalada poniendo en peligro crítico a una innumerable cantidad de compatriotas argentinos".